# هنري فينيكس
هنري فينيكس (بالإنجليزية: Henry Phoenix)‏ هو لاعب كرة قدم ومدرب كرة قدم بريطاني، (ولد في ويلز في المملكة المتحدة 1856  م). لعب مع نادي ريكسهام.